# Muppets aus dem All
Muppets aus dem All (Originaltitel Muppets from Space) ist ein US-amerikanischer Puppenfilm aus dem Jahr 1999 von Tim Hill.

## Handlung
Gonzo fühlt sich in der Wohngemeinschaft mit den anderen Muppets ganz allein, hat doch jeder mindestens einen seiner Art, während er einzigartig ist. Doch eines Tages erhält er mit Hilfe seiner Frühstücksflocken eine Botschaft, die ihm sagt, dass er den Himmel beobachten solle. Und so wird er des Nachts beim Sternebeobachten vom Blitz getroffen, welcher ihm ebenfalls eine Nachricht von zwei weisen alten Fischen zukommen lässt. Er solle sehr deutlich in den Garten eine Botschaft mähen, damit die Außerirdischen, also sein Volk, aus dem Weltraum erkennen können, wo er wohne. Die anderen Muppets halten Gonzo daher für verrückt, aber nicht die C.O.V.N.E.T., eine Geheimorganisation der Regierung, die sich zum Ziel gesetzt hat, Alieninvasionen abzuwehren. Sie haben ebenfalls alle Botschaften erhalten und wissen lediglich noch nicht, wer der Empfänger sein soll.
Doch Gonzo glaubt unlängst, dass sein Volk ihm ebenfalls die Nachricht schickte, dass er in der Fernsehsendung UFO Mania auftreten soll, wo er sich nicht nur der Welt, sondern auch seinem Volk offenbaren solle. Aber genau dieser Auftritt führt dazu, dass C.O.V.N.E.T. auf ihn aufmerksam wird, seine Männer losschickt und Gonzo in ihre Geheimzentrale, getarnt als Zementfabrik, entführt. Dort wird Gonzo nicht nur verhört, er soll auch verrückten Experimenten unterworfen werden. Aber Kermit und seine Freunde haben bereits erfahren, wo Gonzo ist und starten mit Hilfe skurriler Ausstattung eine Befreiungsaktion.
Gonzo erfuhr während der Gefangenschaft durch ein sprechendes Sandwich, dass die Aliens noch in derselben Nacht am „Trümmerkap am Strand“ landen werden, sodass er nach erfolgreicher Flucht mit seinen Freunden dorthin unterwegs ist. Und sie warten stundenlang und wollen fast schon aufgeben und wieder heimfahren, bevor ein Raumschiff landet und Gonzos Volk ihm mit einem Konzert und dem Song Celebration begrüßt. Selbstverständlich sind sie glücklich, einen der Ihren gefunden zu haben, aber Gonzo kann sich nicht von seinen Freunden trennen, weswegen er im Endeffekt doch auf der Erde bleibt.

## Synchronisation
| Figur                            | Puppenspieler & Originalsprecher | Deutscher Sprecher    |
| -------------------------------- | -------------------------------- | --------------------- |
| Kermit der Frosch                | Steve Whitmire                   | Andreas von der Meden |
| Rizzo die Ratte                  | Steve Whitmire                   | Willi Röbke           |
| Fisch der Kosmischen Weisheit #1 | Steve Whitmire                   | Hans-Rainer Müller    |
| Miss Piggy                       | Frank Oz                         | Berno von Cramm       |
| Fozzie Bär                       | Frank Oz                         | Walter von Hauff      |
| Sam der Adler                    | Frank Oz                         | Norbert Gastell       |
| das Tier                         | Frank Oz                         | Hartmut Neugebauer    |
| dänischer Koch                   | Dave Goelz                       | Hartmut Neugebauer    |
| Gonzo                            | Dave Goelz                       | Gudo Hoegel           |
| Waldorf                          | Dave Goelz                       | Karl-Heinz Krolzyk    |
| Dr. Honigtau Bunsenbrenner       | Dave Goelz                       | Michael Habeck        |
| Statler                          | Jerry Nelson                     | Klaus Höhne           |
| Übergonzo                        | Jerry Nelson                     | Klaus Guth            |
| Robin der Frosch                 | Jerry Nelson                     | Bernd Simon           |
| Der schnelle Eddie               | Drew Massey                      | Bernd Simon           |
| Sal Minella                      | Brian Henson                     | Willy Schäfer         |
| Dr. Phil van Neutrum             | Brian Henson                     | Gerd Wiedenhofen      |
| sprechendes Sandwich             | Brian Henson                     | Thomas Reiner         |
| Abgesandter                      | Brian Henson                     | Thomas Reiner         |
| Pepe                             | Bill Barretta                    | Tommi Piper           |
| Bubba die Ratte                  | Bill Barretta                    | Reinhard Brock        |
| Bobo                             | Bill Barretta                    | Manfred Erdmann       |
| Rowlf der Hund                   | Bill Barretta                    | Bert Franzke          |
| Fisch der Kosmischen Weisheit #2 | Bill Barretta                    | Bert Franzke          |
| Dr. Goldzahn                     | John Kennedy                     | Bert Franzke          |
| Scooter                          | Adam Hunt                        | Christina Hoeltel     |
| Schlotter die Ratte              | Peter Linz                       | Claus Brockmeyer      |
| Clifford                         | Kevin Clash                      | Oliver Stritzel       |

| Figur                        | Darsteller        | Deutscher Sprecher  |
| ---------------------------- | ----------------- | ------------------- |
| K. Edgar Singer              | Jeffrey Tambor    | Lambert Hamel       |
| Noah                         | F. Murray Abraham | Joachim Höppner     |
| Dr. Tucker                   | David Arquette    | Philipp Brammer     |
| Shelley Snipes               | Andie MacDowell   | Carin C. Tietze     |
| UFO-Mania-Fernsehproduzent   | Rob Schneider     | Niko Macoulis       |
| Wachmann                     | Ray Liotta        | Claus-Peter Damitz  |
| weiblicher Sicherheitsdienst | Kathy Griffin     | Veronika Neugebauer |
| Agent Barker                 | Josh Charles      | Ole Pfennig         |
| Dr. Tucker                   | David Arquette    | Philipp Brammer     |
| Shelley Snipes               | Andie MacDowell   | Carin C. Tietze     |
| General Luft                 | Pat Hingle        | Michael Gahr        |
| Man in Black                 | Hollywood Hogan   | Jochen Striebeck    |

## Kritik
Der Film erhielt durchschnittliche Kritiken. Der US-amerikanische Aggregator Rotten Tomatoes erfasst mehrheitlich wohlwollende Pressekritiken und ordnet den Film als „Frisch“ ein. Laut dessen Konkurrent Metacritic fallen die Bewertungen im Mittel „Gemischt oder Durchschnittlich“ aus.
Der renommierte Filmkritiker James Berardinelli gab dem Film lediglich zwei von vier Sternen. Denn obwohl die Muppets so „herrlich altmodisch bleiben“, fehlte dem Film einfach „ein solides Drehbuch“. Es sei „traurig zu sehen, wie die Muppets in einem solchen sinnlosen Unterfangen stecken, [bei dem] jeder Charm und Witz fehle“. „Humor und Satire seien auf einem Tiefstand [und niemand] sage etwas denkwürdiges.“
Muppets aus dem All sei der erste Muppetsfilm, „der nicht mehr ganz überzeugen könne“, meinte der renommierte Filmkritiker Roger Ebert in der Chicago Sun-Times, was womöglich daran läge, dass der Film sich gegen Spezialeffekte stemme und lediglich auf seine Figuren setze, weswegen er „arm und sparsam“ wirke.
In der liberalen US-amerikanischen Tageszeitung New York Times meinte Lawrence van Gelder, dass der Film sein „Gleichgewicht der Figuren, der Geschichte respektlosen Humor und angeborenem Anstand“ dadurch verloren hätte, da man zu sehr auf „frenetische Bewegungen, laute Musik, […], leuchtende Farben und zügiges Tempo“ gesetzt hätte. Allerdings sei der Film „eine Oase der Unterhaltung vieler Eltern, um für ihre Kinder eine Ablenkung an einem heißen, feuchten Sommertag“ zu bieten.
Edward Guthmann meinte im San Francisco Chronicle, dass Muppets aus dem All für die „eingefleischten Fans lediglich lauwarm, ereignislos und kleine Ergänzung zum Muppets-Kanon“ sei. Selbst mit seinen Anspielungen auf andere Science-Fiction-Filme sei der Film nur „low-tech“ und bliebe unter den Standards anderer Filme.
Das Lexikon des internationalen Films meinte: „Turbulenter Science-Fiction-Spaß um Jim Hensons legendäre Schaumstoff-Figuren, dem nach einem furiosen Beginn schnell die Luft ausgeht. Eher mühsam schleppt sich der Film mit zahlreichen Cameo-Auftritten bekannter Filmstars über die Runden.“

## Auszeichnungen
- eine Nominierung als beste Komödie beim Young Artist Award 2000

## Veröffentlichung
Muppets aus dem All startete am 14. Juli 1999 in den US-Kinos und konnte am Startwochenende lediglich 4,8 Mio. US-Dollar seiner 24 Mio. US-Dollar Produktionskosten einspielen. Damit landete er auf Platz 10 der Kinocharts und musste sich den anderen Neueinsteigern Jein, ich will, Lake Placid und Eyes Wide Shut, der auf Platz 1 landete, geschlagen geben. Allerdings war er immer noch besser als Blair Witch Project, der lediglich mit 1,5 Mio. US-Dollar auf Platz 16 startete. Insgesamt spielte der Film lediglich 22 Mio. US-Dollar, davon 16 in den USA, wieder ein. In Deutschland startete der Film anschließend am 16. Dezember 1999 und wurde am 8. August 2000 auf VHS und am 24. August 2000 auf DVD veröffentlicht.